# École Ferrandi Paris
Ferrandi  Paris est une grande école privée consulaire française créée en 1920 et appartenant à la Chambre de commerce et d’industrie de Paris - Île-de-France, un établissement public. Son nom est lié à l'installation de l'atelier-école au 11, rue Jean-Ferrandi en 1958.

## Description
École de la CCI de la région Île-de-France, Ferrandi  Paris propose des formations du CAP au Bac +6 préparant aux métiers de la gastronomie et du management hôtelier. 
Sur ses 5 campus(Paris, Saint-Gratien, Bordeaux, Rennes et Dijon), en 2023 Ferrandi  Paris compte ainsi 5 restaurants d'application et 40 cuisines et laboratoires. 
Elle dispense également des cours en dehors de ses établissements, en partenariat avec les Galeries Lafayette : « Le sujet n'est pas la rentabilité », explique la direction de ce grand magasin parisien, « mais offrir quelque chose de différenciant ».
Ferrandi  Paris fait partie de la chaire ANCA (Aliment Nutrition Comportement Alimentaire) créée sous l’impulsion de l’unité mixte de recherche (UMR) INRAE - AgroParisTech de physiologie de la nutrition et du comportement alimentaire afin de fonder un cadre d’échanges entre le monde académique et celui de l’entreprise autour du thème « alimentation & santé ».
Parallèlement l'école développe des partenariats en France et à l'étranger avec des écoles et des établissements. Liste non exhaustive : ESCP Business School, l’Institute for Tourism Studies à Macao, Johnson and Wales University aux Etats-Unis, le CETT de l'Université Barcelone et l’ITHQ à Montréal, etc.

## Formations, diplômes et spécialités

### Formations du CAP au BTS
- Cuisine et Traiteur
- Pâtisserie
- Boulangerie
- Service et Arts de la table
- Hôtellerie / Hébergement

### Formations supérieures
- Bachelor Arts Culinaires et Entrepreneuriat option cuisine ou pâtisserie
- Bachelor Management Hôtelier et Restauration
- Master of Science Hotel Management
- Mastère spécialisé : ingénierie de produits à l’interface cuisine-industrie

### Formations pour adulte
- Programme supérieur en pâtisserie
- Ferrandi Entrepreneurs
- Boulangerie et viennoiserie
- Cuisine
- Pâtisserie
- Arts de la table, service et relation clients
- Management et gestion
- Hygiène
- Restauration collective

### Programmes Internationaux
- Intensive Professional Programs
- Advanced Professional Programs
- Customized Courses

## Anciens élèves
- Arnaud Donckele, La vague d'Or, Saint Tropez (*** Michelin, 5 toques et Cuisinier de l'Année Gault&Millau)
- Mathieu Viannay, Meilleur Ouvrier de France 2004 - La Mère Brazier, Lyon (** Michelin)
- Hugo Roellinger, Coquillage, Cancale (** Michelin, Cuisinier de l'Année Gault&Millau 2022)
- Amélie Darvas, Äponem, Vailhan (Hérault), Grands de demain Gault Millau; Fooding de la Meilleure Table Guide 2018 (* Michelin)
- Claire Saffitz, Youtubeuse culinaire
- Adeline Grattard, Yam'Tcha, Paris (* Michelin)
- Laurent Mariotte, journaliste culinaire
- Amandine Chaignot, Pouliche, Paris
- Gontran Cherrier[3],[8], Boulangeries Gontran Cherrier
- Nina Métayer, Pâtissier de l'année 2016 magazine Le Chef[9]; Pâtissier de l'année 2017 Gault et Millau[10]; Meilleure Pâtissière du Monde en 2023[11]
- Nicolas Bernardé, Pâtisserie & école Nicolas Bernardé ; Meilleur Ouvrier de France Pâtisserie 2004; Meilleur chef du monde 2005 au World Gourmet Summit de Singapour
- Yann Couvreur, Yann Couvreur Pâtisserie
- Baptiste Renouard, Ochre, Rueil-Malmaison (* Michelin)
- Virginie Giboire, Cheffe étoilée (Racines, Rennes)